# قوس سني
الأقواس السنية هي قوسين(هلالية الترتيب)من الأسنان -واحد في كل فك- تكَون مع بعضها لظهور الأسنان.في البشر وأنواع أخرى كثيرة، القوس السني العلوي (الفك العلوي) أكبر قليلاً من القوس السني السفلي (الفك السفلي)، كذلك في الظروف الطبيعية الأسنان في الفك العلوي (الفك الفوقي) قليلاً ما تتراكب(تتشابك)مع الفك السفلي(الفك الأدنى)على حد سواء من الأمام ومن الجوانب. الطريقة التي فيها الفكين -و بالإضافة الأقواس السنية- يقتربان من بعضهما البعض عند إغلاق الفم تسمى الإطباق-التي تحدد العلاقات الإطباقية للأسنان المعاكسة- و هو يخضع لسوء الإطباق(مثل العضة المعكوسة)إذا كان النمو الوجهي أو السني غير تام.
لأن الثنايا(القواطع)العلوية أعرض من السفلية، الأسنان الأخرى في القوس السني العلوي مصطفة بشكل وحشي، والمجموعتين لا تتوافقا تماماً مع بعضهما البعض عند إغلاق الفم: على سبيل المثال السن النابي العلوي يستقر جزئياً على السن النابي السفلي وجزئياً على الضاحك الأول السفلي، والحدبات للأسنان الخلفية العلوية تكمن خلف الحدبات للأسنان الخلفية السفلية المقابلة.
السلسلتين - بأي طريقة – تنتهيان تقريباً عند نفس النقطة من الخلف، وذلك غالباً لأن الأسنان الخلفية في القوس السني العلوي هي الأصغر.
بما أنه يوجد عدد ثابت من الأسنان عند البشر، حجم القوس السني له أهمية كبيرة في تحديد موقع الأسنان عند ظهورها. بينما القوس يمكنه التمدد كنمو الطفل، القوس الصغير يجبر الأسنان على النمو بالقرب من بعضها البعض. و ممكن أن يؤدي إلى تداخل ومواقع غير صحيحة للأسنان. الأسنان ممكن تميل إلى زاوية غير مريحة، فيصبح الضغط على اللثة عند مضغ الطعام. و في النهاية ممكن أن يؤدي إلى خطر في اللثة أو التهابات.
أطباء الأسنان يستبدلوا الأسنان المفقودة، التالفة، والمتهدمة بأسنان اصطناعية ثابتة أو متحركة من أجل إعادة أوتطوير وظيفة المضغ. يوجد سؤال أساسي في أي خطة علاجية، بالتحديد، الطول المرغوب/الإلزامي لللوحالإطباقي.
هناك مصادر متنوعة في المواد المطبوعة لفكرة القوس السني القصير مثل المعالجة المعرَفة المختارة للمرضى بالتًسنًن الجزئي. بينما كثير من أطباء الأسنان يمكن أن يقبلوا إعادة القوس السني الكامل ليس مهم دائماً، لا يزال هناك حاجة لتزويد المريض بالعلاج الوظيفي ذي الأسعار المعقولة، والحاجة تكتفي بالقوس السني القصير.
القوس النصفي (نصفي- + قوس) هو النصف الأيمن أو الأيسر من القوس.
[
الفرق بين الربع والقوس
يتم ترتيب الأسنان في تجويف الفم في اثنين من الأقواس منفصلة. وتقع الأسنان العلوية في قوس الفك العلوي. وتقع الأسنان السفلية في قوس الفك السفلي . قوس الفك العلوي هو غير قابل للحركة، في حين أن قوس الفك السفلي قادر على الحركة. يتم ترتيب الأسنان عادة في الأقواس العلوية والسفلية بطريقة تبقيها قادرة على العمل بشكل صحيح وبحيث يبقى كل سن في موقعه. ويمكن تقسيم كل قوس في النصف بواسطة خط عمودي وهمي من خلال مركز الوجه (خط الوسط). ويسمى كل نصف قوس رباعي. وبالتالي هناك أربعة أجزاء: يمين الفك العلوي، يسار الفك العلوي، ويمين الفك السفلي، ويسار الفك السفلي (2)